# 11126 Doleček
11126 Doleček là một tiểu hành tinh vành đai chính với chu kỳ quỹ đạo là 1620.1873909 ngày (4.44 năm).
Nó được phát hiện ngày 15 tháng 10 năm 1996.